# Marianna Iorio
Marianna Iorio é uma política italiana. Ela foi eleita deputada ao Parlamento da Itália nas eleições legislativas italianas de 2018 para a Legislatura XVIII da Itália.

## Carreira
Iorio nasceu a 11 de fevereiro de 1985 em Maddaloni.
Ela foi eleita para o parlamento italiano nas eleições legislativas italianas de 2018, para representar o distrito de Campania 2 pelo Movimento Cinco Estrelas.